# مارديوس ألتونيان

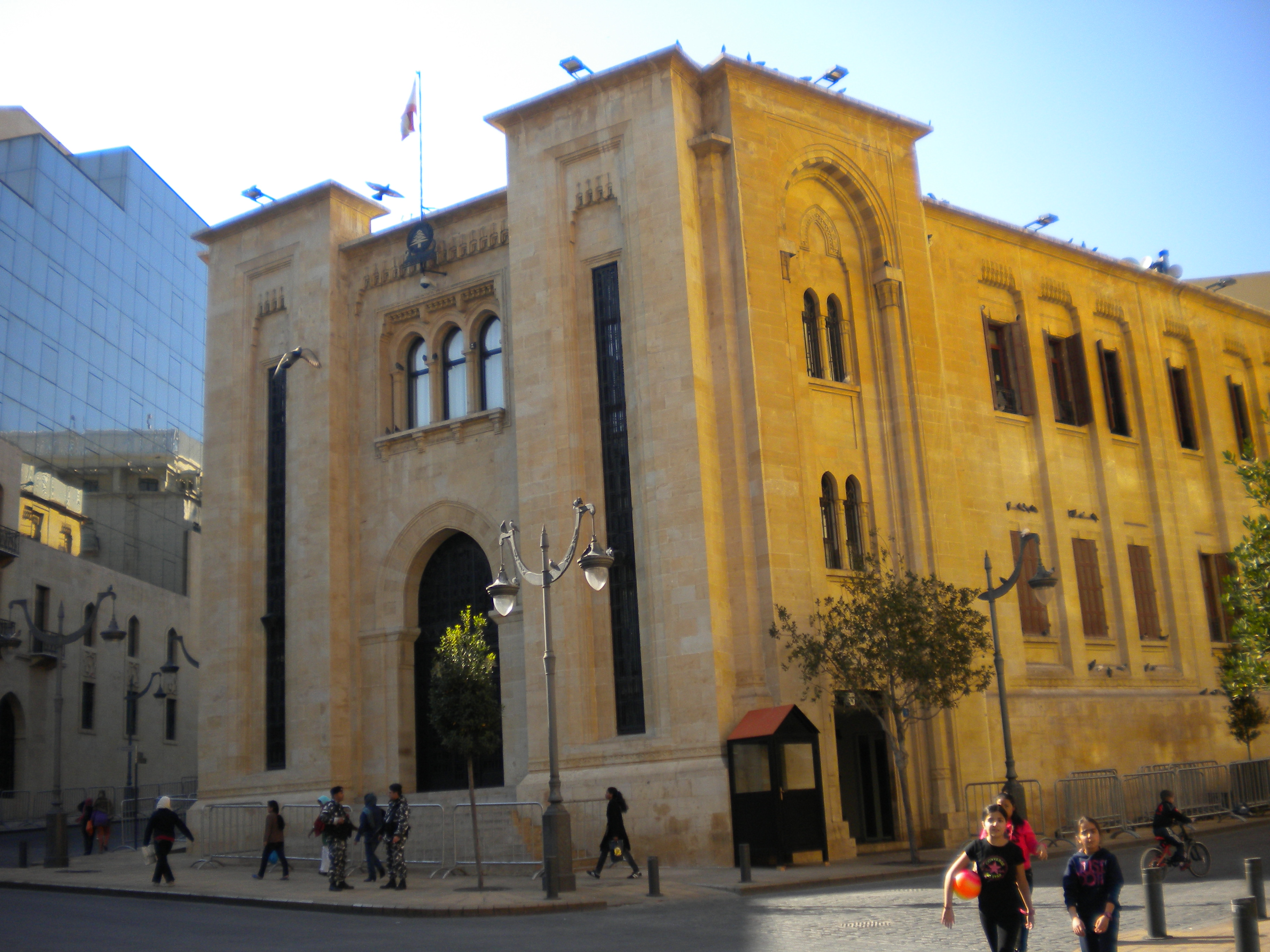
مبنى البرلمان اللبناني من تصميم اللبناني مارديوس التونيان

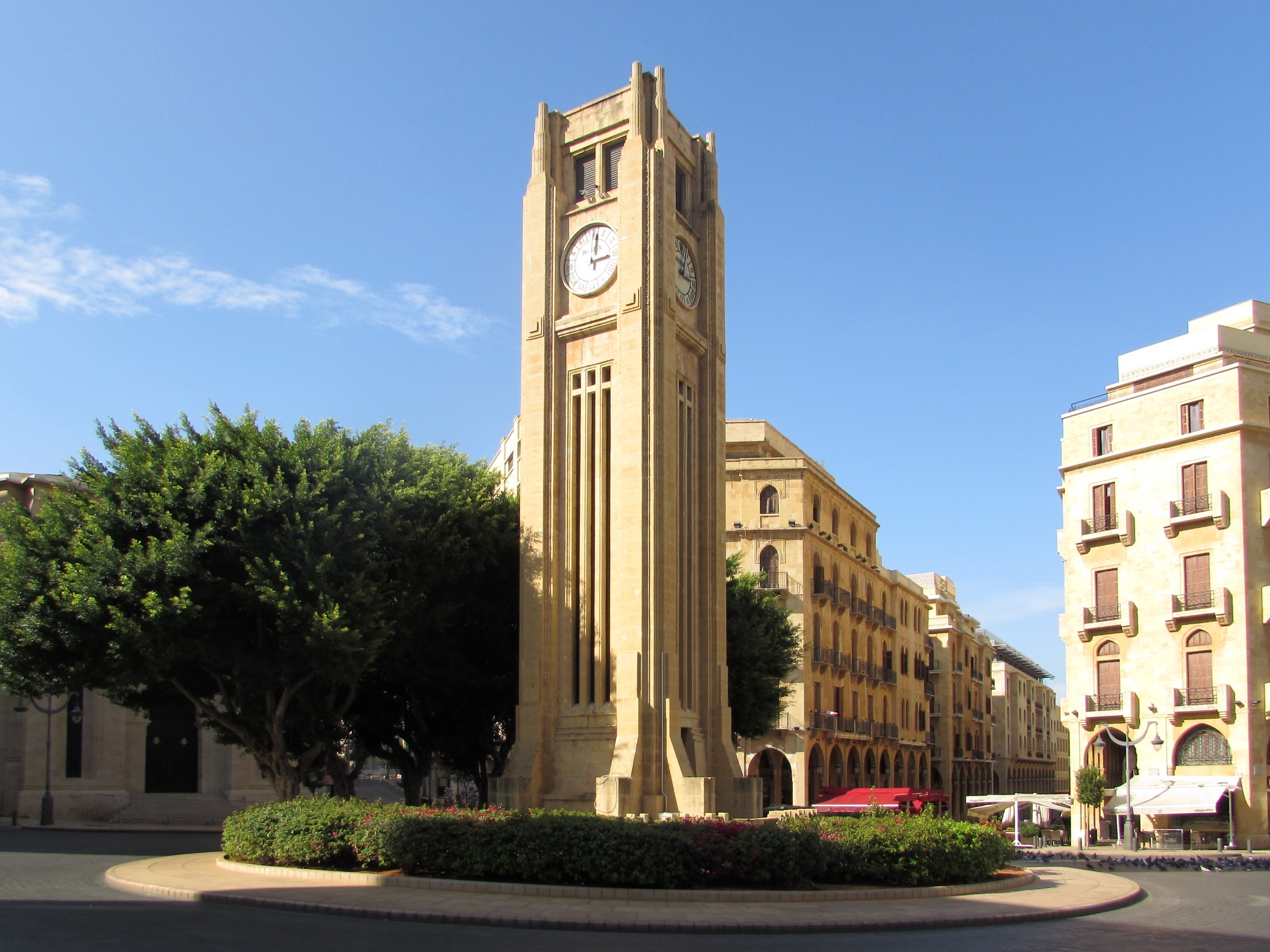
برج الساعة في بيروت من تصميم مارديوس التونيان

مارديوس التونيان (1889-1958)، من أبرز معماريي لبنان والشرق الأوسط الحديث، وهو مهندس أرميني لبناني تخرج من مدرسة الفنون الجميلة (1918)، وقد صمم عدة معالم في لبنان كالبرلمان اللبناني (1931) وبرج الساعة عابد (1934) في ساحة النجمة، المصحة الأرمنية في الأزونية (1937) في منطقة قضاء الشوف ومباني المتحف الوطني اللبناني وصمم ضريح المحسنين الملكيين في قبرص (مع النحات الفرنسي الأرمني ليون مرادوف).
تخرج التونيان من كلية الفنون الجميلة في باريس، فرنسا عام 1918.

## مشاريع من تصميم ألتونيان
العمارة في لبنان قديمة قدم الحضارة الإنسانية، فالأرض اللبنانية مليئة بالآثار الفينيقية والآشورية والبابلية والفارسية والإغريقية والبيزنطية والأموية والعباسية والأيوبية والعثمانية، حيث تتعدد المعالم والملامح العمرانية. وقد أنجبت لبنان الحديثة كما أنجبت لبنان القديمة عبر التاريخ الحضاري عدة مهندسين معماريين إلى العصر الحديث، حيث توفق الكثير منهم في انجاز عدة مشاريع معمارية ناجحة سواء في بيروت العاصمة ولبنان أو على الصعيد الإقليمي والدولي، بعضهم حاز على جوائز اعتبارية دولية في محال الهندسة والمعمار، ومن أبرز المهندسين المعماريين اللبنانيين الذين كان لهم الفضل في إنجاح العديد من المعالم في لبنان الحديثة من بينهم المهندس المعماري ماريوس ألتونيان، الذي أنجز الكثير للعمران اللبناني ومن أهم انجازاته: 
- - مبنى البرلمان اللبناني:
  - برج الساعة عابد في بيروت
  - المصحة الأرمنية في الأزونية
  - مباني المتحف الوطني اللبنان
  - ضريح المحسنين الملكيين في قبرص: صممه بمعية النحات الفرنسي الأرمني ليون مرادو.
  - كنيسة القديس بولس-حريصا
  - كاتدرائية الأرمن الأرثوذكس – انطلياس

## فيديوهات
- Video of a tribute to Altounian and unveiling of a sculpture of him

## تكريم
أقامت جامعة سيدة اللويزة ومطرانية الأرمن الأرثودوكس حفلا لإزاحة الستار عن النصب التذكاري للمهندس مارديوس ألتونيان بصفته صاحب انجازات وطنية لبنانية، كمجلس النواب اللبناني، وكنيسة القديس بولس-حريصا وكاتدرائية الأرمن الأرثوذكس – انطلياس”.
ثم إطلاق النشيد الوطني وعرض فيديو يوثق لأعمال ألتونيان في المجال المعماري وما نفع به لبنان. تم ازاحة الستار عن ءلك النصب التذكاري الرمزي التكريمي الذي انجز للمهندس مارديوس ألتونيان بحظور نقيب المهندسين الأستاذ ايلي بصيبص.